# Adolf IV. (Schauenburg und Holstein)

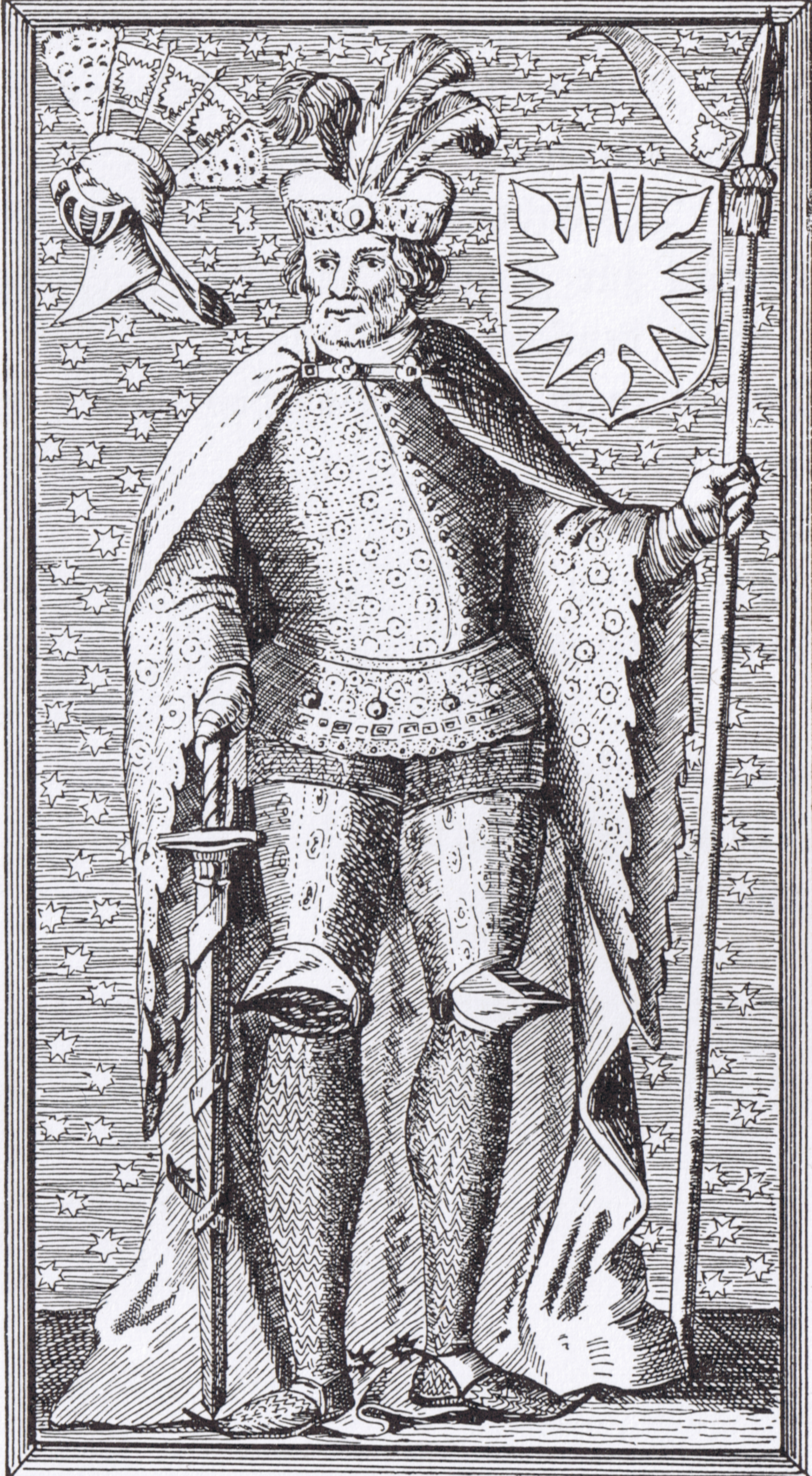
Adolf IV.

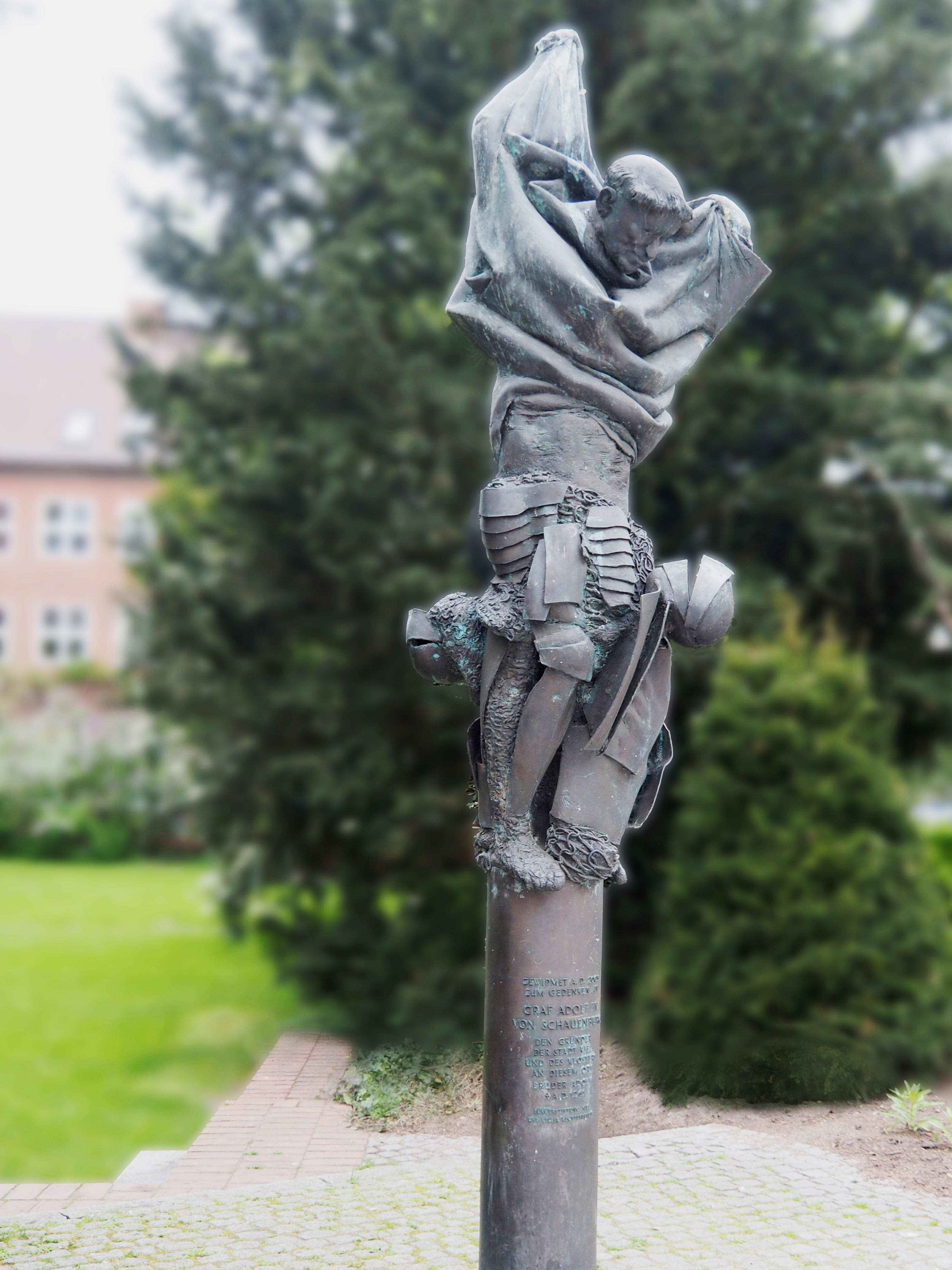
Statue vor dem Kieler Kloster, gewidmet dem Gründer von Kiel und des Klosters, Graf Adolf IV. von Schauenburg

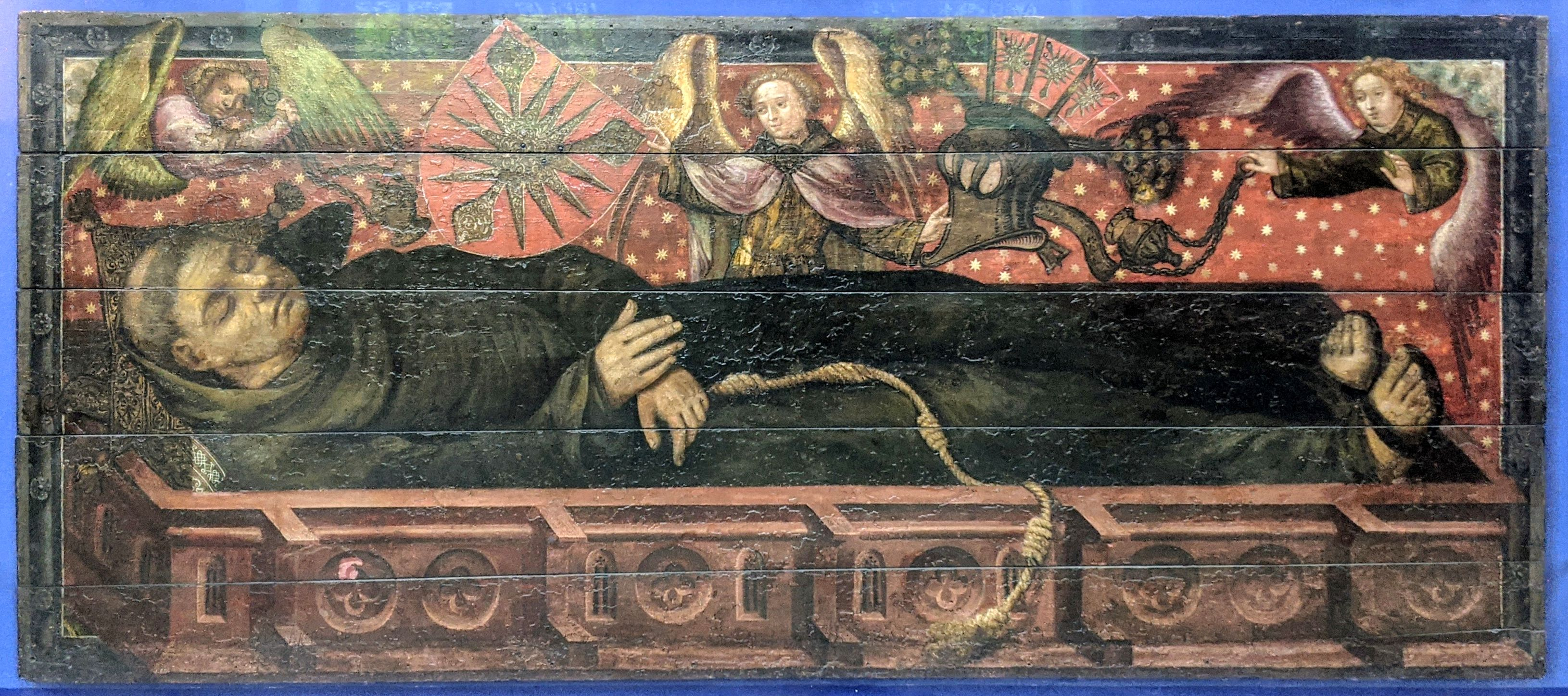
Adolf IV. aufgebahrt in einem Sarkophag, Idealbildnis Adolfs, um 1450, ursprünglich der untere Teil eines Doppelbildnisses im Hamburger Maria-Magdalenen-Kloster, mit 2,77 m Breite wird Adolf überlebensgroß dargestellt. 1614 wurde das Bildnis von David Kindt restauriert

Adolf IV. (* vor 1205; † 8. Juli 1261 in Kiel) war Edler Herr von Schauenburg (1225–1238) sowie Graf von Holstein und Stormarn (1227–1238).

## Leben
Adolf IV. war der älteste Sohn von Adolf III. und dessen zweiter Ehefrau Adelheid von Querfurt. Er gehört dem Geschlecht der Grafen von Schauenburg und Holstein an.
Adolf IV. errang mehrere Siege gegen den dänischen König Waldemar II. und dessen Lehnsmänner: 1225 gewann er die Schlacht bei Mölln und verjagte Graf Albrecht von Weimar-Orlamünde, den Neffen und Lehnsmann des dänischen Königs. Adolf IV. siegte mit seinen Koalitionstruppen am 22. Juli 1227 in der Schlacht bei Bornhöved gegen ein dänisches Heer unter König Waldemar II. und eroberte so die Grafschaft Holstein zurück, die sein Vater 1203 an Waldemar verloren hatte. Fortan residierte Adolf IV. wieder auf der zentral gelegenen Siegesburg und vermochte seine Grafschaft von hier aus weiter zu festigen. 1235 gründete er Kiel und Oldenburg in Holstein und auch die Verleihung der Stadtrechte Segebergs wird auf ihn zurückgeführt. Er beteiligte sich 1238 an einem Kreuzzug nach Livland und gründete Itzehoe. In Schauenburg betrieb er ebenfalls einen planmäßigen Landesausbau und gründete Stadthagen und Rinteln. 1237 gründete er Bole, Rethwisch, Neuenbrook und Grevenkop.
Infolge eines in der Bedrängnis der Schlacht bei Bornhöved gegebenen Gelübdes zog sich Adolf nach dem Livlandfeldzug 1239 in das von ihm gestiftete Maria-Magdalenen-Kloster der Franziskaner am Hamburger Alsterufer (heute: Adolphsplatz) zurück. 1244 wurde er in Rom zum Priester geweiht. Ab 1246 lebte er in dem von ihm in Kiel gegründeten Marienkloster, wo er 1261 starb und beigesetzt wurde. Vormund seiner beiden minderjährigen Söhne wurde 1239 sein Schwiegersohn Herzog Abel von Schleswig, ein Sohn des Waldemar II. Noch 1244 gründete er Neustadt in Holstein. Nach Adolfs Tod wurde Holstein zwischen seinen Söhnen Johann (Holstein-Kiel) und Gerhard (Holstein-Itzehoe) aufgeteilt, nachdem es bereits um 1241 zur Nutzungsteilung gekommen war. Seine Ehefrau Heilwig wurde Nonne in dem von ihr gestifteten Zisterzienserinnenkloster in Harvestehude.

## Ehe und Nachkommen
Adolf IV. war mit Heilwig zur Lippe (1200–1248), Tochter des Edlen Herren Hermann II. zur Lippe und Herrn von Rheda verheiratet. Der Ehe entstammten folgende Kinder:
- Mechthild (* 1225; † 1288)
  - I ⚭ 1237 Abel, Herzog von Südjütland in Schleswig, später König von Dänemark (Haus Estridsson). Dies schuf die engen Kontakte der Schauenburger zum Herzogtum Schleswig.
  - II ⚭ 1261 Birger Jarl, Reichsverweser von Schweden
- Johann I. (* um 1229; † 1263)
- Gerhard I. (* um 1232; † 1290)
- Ludolf, Mönch

## Denkmäler
Adolf IV. wurde vor allem in Hamburg früher als Begründer der städtischen Freiheit verehrt und mehrfach in Denkmälern gewürdigt. Ein erstes Denkmal in Form eines stilisierten Grabmals wurde 1821 auf Betreiben des Kollegiums der Oberalten auf dem zugleich nach ihm benannten Adolphsplatz vor dem ehemaligen Marien-Magdalenen-Kloster aufgestellt. 1840 zog das Denkmal zusammen mit dem Kloster zunächst auf den Glockengießerwall und 1901 weiter nach Eilbek um. Obwohl das Denkmal sogar den Zweiten Weltkrieg weitgehend unbeschadet überstand, wurde es Anfang der 1950er Jahre demontiert und eingelagert.
Figürliche Darstellungen Adolfs IV. befinden sich zudem an der Innenhof-Fassade des Hamburger Rathauses sowie am Hansabrunnen im Stadtteil St. Georg. Eine weitere Skulptur Adolfs IV. befand sich am früheren Fischmarkt-Brunnen, der aber im Zweiten Weltkrieg zerstört wurde.